# ポスタルくらぶ
一般社団法人ポスタルくらぶ（いっぱんしゃだんほうじんぽすたるくらぶ、英:Postal Club Inc.）は、日本郵便の利用客にサービスを提供することを目的に設立された一般社団法人。

## 概要
郵政民営化前に存在した「ゆうちょくらぶ」を前身とし、2008年（平成20年）9月30日まで、郵便貯金やゆうちょ銀行のキャッシュカードを対象とした保険サービスを提供していた。現在は、「ゆうちょくらぶ」の後継として、会員制の福利厚生サービスの提供を主としている。
2021年現在は、日本郵政グループから一定の距離を置いた団体となっている。

## 沿革
- 平成17年10月19日 - 社団法人ポスタルくらぶとして設立登記（一般社団法人への登記移行時期は不明）。
- 平成19年4月9日 - 当法人100%出資企業として、株式会社ポスタルパートナー設立。
- 平成23年12月14日 - 株式会社ポスタルパートナーが株式会社クリエイティブソリューションズに社名変更。

## サービス内容
年間利用料385円（ゆうちょ銀行からの自動振替もしくはクレジットカード払いの場合。払込利用時は、3年で1155円をゆうちょ銀行で納付）で主なサービスとしてトラベルサービスやホットラインと呼ばれる各種電話相談サービスと自転車障害入院時や旅行中障害入院時及び火災発生時の見舞金補償サービスを提供している。会員は、専用フリーダイヤルにかけることで各サービスを利用することができる。
ゆうちょ銀行の直営店および郵便局に備え付けられている「入会申込書兼自動払込利用申込書」に必要事項を記入のうえ、ゆうちょ銀行の窓口もしくは郵便局の貯金窓口に提出することで入会できる。
また、ポスタルくらぶのホームページからクレジットカード払いによる入会申込が可能である。
かつてのサービス

### カード保険
かつて提供されていたゆうちょ銀行のキャッシュカードを対象とした保険サービスである。従来は、キャッシュカードを持つ郵便貯金の利用客を対象に行ってきたサービスであった。2007年10月1日に実施された郵政民営化に伴い、名称が「ゆうちょくらぶ」から改名され、キャッシュカードを持つゆうちょ銀行の利用客がサービスの対象となったが、民営化前に契約した顧客も、従来通りのサービスを受けることができた。
ゆうちょ銀行のキャッシュカードに対する保険にもかかわらず、ゆうちょ銀行ではなく「有限責任中間法人ポスタルくらぶ」（2006年4月1日に「郵便貯金カード普及協会」から「有限責任中間法人ゆうちょくらぶ」へ改組、2007年10月1日に「有限責任中間法人ポスタルくらぶ」に改名）という法人によって運営されていた。これは、郵政民営化実施前に郵便貯金を取り扱ってきた日本郵政公社が、簡易保険を運営する公共企業体だったため、法律によって保険業に関する規制があったためと考えられる。そのため、同法人はゆうちょ銀行との共用カードを発行しているクレジットカード会社などにより設立・運営されており、ゆうちょ銀行との人的・資本的関係はない。
預金者保護法の施行により、金融機関の補償が確立したことから、2008年9月30日をもってキャッシュカードを対象とした保険サービスを終了した。
他のサービスについては、新設した見舞金補償サービスとともに継続提供している。